# Starszyzna (harcerstwo)
Starszyzna – grupa członkowska w Związku Harcerstwa Polskiego, do której należą członkowie organizacji, którzy ukończyli 21 rok życia, złożyli przyrzeczenie harcerskie, ale nie są instruktorami harcerskimi (nie złożyli Zobowiązania Instruktorskiego).
Podstawową jednostką organizacyjną członków starszyzny jest krąg starszyzny.